# Гранат (обсерватория)
Международная астрофизическая обсерватория «Гранат» — советская (а затем российская) орбитальная обсерватория, разработанная совместно с Францией, Данией и Болгарией. 
Семь инструментов обсерватории покрывали диапазон энергий от оптического (прибор «Подсолнух») до гамма (приборы «Фебус» и «Конус-Б»); один из основных инструментов обсерватории — телескоп жесткого рентгеновского диапазона SIGMA. 
Обсерватория работала на орбите более 9 лет. 
Запущена на орбиту 1 декабря 1989 года ракетой-носителем «Протон» на высокоапогейную орбиту с периодом обращения вокруг Земли 4 дня, из которых научные наблюдения проводились в течение каждых 3 дней. 
В сентябре 1994 года, после практически 5 лет работы на орбите в режиме направленных наблюдений рабочее тело для двигателей разворота подошло к концу и обсерватория была переведена в режим сканирования. Передача данных с обсерватории была закончена 27 ноября 1998 года. 
25 мая 1999 года вошла в атмосферу и разрушилась.
Телескоп АРТ-П впервые провел глубокий обзор обширной области Балджа галактики, открыв более десятка неизвестных ранее аккрецирующих чёрных дыр и нейтронных звезд. Приборы WATCH и PHEBUS составили подробные каталоги гамма-всплесков.
Телескоп SIGMA впервые позволил построить изображение области центра галактики с беспрецедентным для таких больших энергий (40 кэВ — 1 МэВ) угловым разрешением 15 угловых минут. 

## Космический аппарат
«Гранат» представлял собой трёхосностабилизированный космический аппарат, последний из серии аппаратов класса «Венера», произведённых в НПО им. Лавочкина (аппарат был аналогичен орбитальной обсерватории «Астрон», работавшей в 1983—1989 годах). 
Вес космического аппарата 4,4 тонны, из них 2,3 тонны составлял вес научной аппаратуры. 

Длина космического аппарата 6,5 м, размах лопастей солнечных батарей 8,5 м. 
 
Энергопотребление научной аппаратуры составляло приблизительно 400 ватт.

## Запуск и орбита

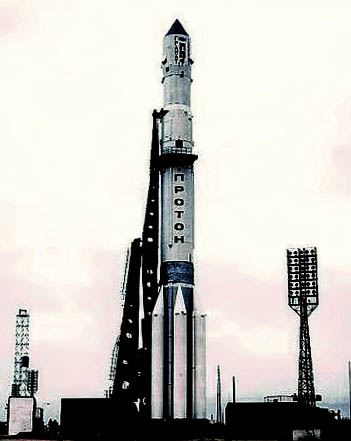
Ракета-носитель «Протон» с орбитальной обсерваторией «Гранат» на стартовом столе.

Орбитальная обсерватория была запущена 1 декабря 1989 года ракетой-носителем «Протон» с космодрома Байконур. Спутник был выведен на высокоапогейную (апогей 200 000 км, перигей 2000 км) орбиту с периодом обращения 98 часов и углом наклонения орбиты 51,5 градусов. При такой орбите возмущения, создаваемые Луной и Солнцем, со временем должны были существенно увеличить наклонение орбиты и уменьшить её эксцентриситет (к моменту входа в атмосферу орбита космического аппарата была практически круговой)
Три из четырёх дней каждой орбиты были посвящены научным наблюдениям, в течение четвёртого дня каждого витка аппарат находился в радиационных поясах Земли и научная аппаратура отключалась.
| Date           | Перигей(км) | Апогей, (км) | Арг.перицентра (градус) | Накл.(градус) | Долг.восх.узла(градус) |
| -------------- | ----------- | ------------ | ----------------------- | ------------- | ---------------------- |
| 1 декабря 1989 | 2.000       | 200.000      | 285                     | 51,5          | 20,0                   |
| 1 декабря 1991 | 23.893      | 179.376      | 311,9                   | 82,6          | 320,3                  |
| 1 декабря 1994 | 58.959      | 144.214      | 343,0                   | 86,5          | 306,9                  |
| 1 декабря 1996 | 42.088,8    | 160.888      | 9,6                     | 93,4          | 302,2                  |
| 1 декабря 1997 | 24.004,5    | 179.066      | 14,6                    | 93,4          | 302,2                  |
| 1 декабря 1998 | 6.302,5     | 196.854      | 17,0                    | 65,6          | 292,9                  |
| июнь 1999      | 182,8       | 202.891      | 21,6                    | 49            | 283,3                  |

Предсказание даты схода с орбиты подтвердилось с большой точностью.

## Научные инструменты обсерватории

### SIGMA

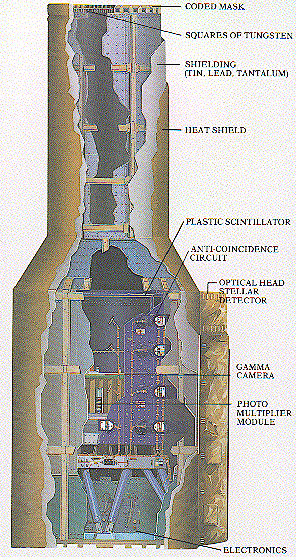
Телескоп SIGMA

Телескоп рентгеновского диапазона SIGMA был произведен совместно Центром изучения космических излучений (CESR, Тулуза, Франция) и Центром ядерных исследований (CeA, Сакле, Франция). Телескоп SIGMA был первым прибором на орбитальных обсерваториях, способным строить изображения в жёстком рентгеновском диапазоне (40-1300 кэВ).
Для построения изображений использовался принцип кодирующей апертуры.
Эффективная площадь его детектора составляла около 800 см², эффективное поле зрения ~9°×9° (поле зрения на максимуме чувствительности ~5°×5°) . Угловое разрешение 15 угловых минут, энергетическое разрешение 8 % на энергии 511 кэВ

### АРТ-П

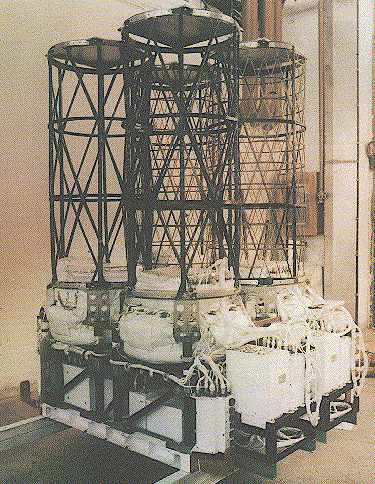
Телескоп АРТ-П

Телескоп АРТ-П (Рентгеновский Телескоп — Позиционно-чувствительный) был создан в Отделе астрофизики высоких энергий Института космических исследований АН СССР (Москва). Рабочий диапазон энергий телескопа 4-60 кэВ. Телескоп состоял из 4 идентичных модулей («голов»), каждая из которых содержала позиционно чувствительный газовый счётчик и кодирующую маску.
Каждый модуль имел эффективную площадь около 600 см² и поле зрения 1,8°×1,8°. Угловое разрешение телескопа АРТ-П — 5 угловых минут, временное разрешение 3,9 мс, энергетическое разрешение 22 % на энергии 6 кэВ. Чувствительность телескопа за типичное время экспозиции 8 часов составляла примерно 1 мКраб (0,001 доли от потока Крабовидной туманности — известного стандарта рентгеновской астрономии).

### АРТ-С
Инструмент АРТ-С, также произведённый в ИКИ (Институте космических исследований), представлял собой коллимированный спектрометр с полем зрения 2°×2°. Инструмент состоял из 4 отдельных модулей с многопроволочными пропорциональными газовыми счётчиками общей площадью 2400 см2 на 10 кэВ и 800 см2 на 100 кэВ. Временное разрешение 200 мкс. В результате технических проблем прибор фактически не работал.

### PHEBUS
Эксперимент PHEBUS был предоставлен Центром по изучению космических излучений (Сакле, Франция) для регистрации всплесковых событий на высоких энергиях (100 кэВ—100 МэВ). Он состоял из шести независимых сцинтилляционных детекторов — кристаллов германата висмута BGO диаметром 78 мм и толщиной 120 мм в окружении пластиковой антисовпадательной защиты. Кристалла были расположены в разных местах спутника таким образом, чтобы осматривать все небо (4π стерадиан). Всплесковый режим записи детекторов включался, если скорость счёта детектора превышала 8 стандартных отклонений на шкалах времен 0,25 или 1,0 с. События записывались в 116 энергетических каналах.

### WATCH
Инструмент WATCH, созданный Датским институтом космических исследований, являлся монитором всего неба в диапазоне энергий 6-180 кэВ. Работа прибора была основана на принципе вращающейся модуляции. Одновременно прибор покрывал примерно 75 % всего неба. Энергетическое разрешение прибора 30 % на 60 кэВ. В периоды между всплесками запись скорости счёта детектора велась с разрешением 4, 8 и 16 с (в зависимости от доступной телеметрии). Во время всплесков скорость счёта детекторов записывалась с временны́м разрешением 1 с в 36 энергетических каналах.

### КОНУС-Б
Инструмент КОНУС-Б был создан в Физико-техническом институте им. Иоффе (Санкт-Петербург) и состоял из семи сцинтилляционных детекторов, расположенных в разных местах космического аппарата. Рабочий диапазон энергий прибора 10 кэВ-8 МэВ. Каждый детектор прибора состоял из кристалла NaI(Tl) диаметром 200 мм и толщиной 50 мм, закрытого бериллиевым входным окном. Боковые грани кристаллов были закрыты 5 мм слоем свинца. Порог детектирования всплесков от 5⋅10−7 до 5⋅10−8 эрг/см2/с, в зависимости от времени нарастания потока всплеска. Спектры всплесков записывались двумя анализаторами пульсов в 31 энергетическом канале, первые 8 каналов записывались с временны́м разрешением 1/16 с, а для остальных каналов временное разрешение определялось доступной телеметрией.
Инструмент КОНУС-Б работал с 11 декабря 1989 до 20 февраля 1990. За этот период инструмент зарегистрировал около 60 солнечных вспышек и 19 гамма-всплесков

### «Подсолнух»
Российско-болгарский прибор «Подсолнух» (TOURNESOL) состоял из четырёх пропорциональных счётчиков и двух оптических детекторов. Пропорциональные счётчики регистрировали фотоны в диапазоне энергий 2 кэВ-20 МэВ в поле зрения 6°×6°. Оптические детекторы имели поле зрения 5°×5°. Основной задачей инструмента был поиск послесвечений гамма-всплесков, а также спектральный анализ самих всплесков. Поворотная платформа прибора позволяла за достаточно короткое время перенаводить его основные инструменты в направлении на гамма-всплеск, обнаруженный, например, прибором КОНУС-Б. Прибор фактически являлся предшественником современной обсерватории SWIFT, основные инструменты которой перенаводятся на гамма-всплески, обнаруженные широкоугольным телескопом — монитором гамма-всплесков.
В результате технических проблем прибор «Подсолнух» практически не работал в штатном режиме.

## Научные результаты
За первые четыре года направленных наблюдений «Гранат» провёл наблюдения большого количества галактических и внегалактических источников, акцентируя особое внимание на получение глубоких (высокочувствительных) изображений области Центра Галактики и получение высококачественных широкополосных спектров различных рентгеновских новых. После 1994 года обсерватория была переведена в режим сканирования. После этого, в период 1997—1998 гг. обсерватория провела последнюю серию наблюдений области Центра Галактики (в этой серии наблюдений был, например, открыт кандидат в чёрные дыры GRS 1737-31).
Среди наиболее значимых результатов обсерватории необходимо отметить:
- Глубокие изображения области Центра Галактики в жёстком (40-150 кэВ)[7] и мягком (4-20 кэВ)[8] рентгеновских диапазонах, при помощи которых был открыт большой ряд неизвестных ранее чёрных дыр и нейтронных звезд в нашей Галактике
- Открытие ряда кандидатов в чёрные дыры и нейтронных звезд. Среди них — один из наиболее загадочных источников на рентгеновском небе — первый обнаруженный микроквазар GRS 1915+105[9]
- Открытие квазипериодических осцилляций рентгеновской яркости ряда аккрецирующих чёрных дыр в нашей Галактике, например, Лебедя X-1[10] и GX 339-4[11]
- Открытие эмиссионных линий аннигиляции электронов и позитронов в спектрах излучения источников 1E1740-294 и GRS 1124-683[12][13]
- Получение высококачественных широкополосных спектров ряда кандидатов в чёрные дыры и нейтронных звезд.
- Открытие протяжённого жёсткого (8-22 кэВ) диффузного излучения вокруг Центра Галактики — эхо прошлой активности центральной сверхмассивной чёрной дыры Стрелец А*[14].

В целом по результатам наблюдений обсерватории «Гранат» опубликовано более 400 статей в различных советских (российских) и зарубежных научных журналах.
В научной литературе существует около 5000 работ со ссылками на результаты наблюдений обсерватории «Гранат».

## Влияние распада Советского Союза
После распада Советского Союза работы с обсерваторией «Гранат» столкнулись с двумя основными трудностями. Основная станция управления обсерваторией, находившаяся в Евпатории (Крым), после распада Советского Союза перешла под юрисдикцию Украины, правительство которой значительно урезало финансирование работ станции. 
Другой, не менее важной, проблемой стало общее недофинансирование работ по обсерватории, в результате которого даже при наличии рабочего тела для двигателей ориентации космического аппарата проводить направленные наблюдения не представлялось возможным. В течение последних лет работы обсерватории на орбите французская сторона некоторое время напрямую финансировала работы по управлению обсерваторией.